# Nationalrådet (Slovakiet)
 For alternative betydninger, se Nationalrådet. (Se også artikler, som begynder med Nationalrådet)
Nationalrådet for den Slovakiske Republik (på slovakisk: Národná rada Slovenskej republiky, ofte kun: Národná rada, fork. NR SR har været navnet på det slovakiske parlament siden 1. oktober 1992). Fra 1969 til 1992 blev dets forgænger, det tjekkoslovakiske parlament, kaldet det Slovakiske Nationalråd (Slovenská národná rada).
Parlamentsbygningen er på slotsbakken ved Bratislava Slot ved Alexander Dubček-torvet.

## Funktioner
Nationalrådet består af 150 medlemmer i et etkammersystem og er Slovakiets eneste konstitutionelle og lovgivende organ. Det bedømmer og godkender forfatningen, forfatningsændringer og andre lovgivende funktioner. Det godkender desuden statens budget. Det udvælger nogle embedsmænd som specificeret i loven samt kandidater til stillinger i en forfatningsdomstol. Inden ratifikation af internationale traktater skal parlamentet godkende disse. Derudover giver det dets samtykke om militære operationer uden for Slovakiet og godkender adgang fra andre militærmagter i Slovakiet.
48°08′31″N 17°05′50″Ø / 48.1419°N 17.0972°Ø